# Contea dello Jutland Settentrionale
La contea dello Jutland Settentrionale (in danese Nordjyllands Amt) era una delle 13 contee della Danimarca, le contee sono state abolite con la riforma amministrativa entrata in vigore il 1º gennaio del 2007 e sono state sostituite da cinque regioni.
La contea è entrata a far parte della regione dello Jutland Settentrionale.

## Comuni
(Popolazione al 1º gennaio 2006)
- Comune di Aabybro (11.390)
- Comune di Aalborg (163.952)
- Comune di Aars (13.350)
- Comune di Arden (8.534)
- Comune di Brønderslev (20.104)
- Comune di Brovst (8.281)
- Comune di Dronninglund (15.209)
- Comune di Farsø (8.047)
- Comune di Fjerritslev (8.421)
- Comune di Frederikshavn (33.651)
- Comune di Hadsund (10.989)
- Comune di Hals (11.699)
- Comune di Hirtshals (13.940)
- Comune di Hjørring (35.296)

- Comune di Hobro (15.320)
- Læsø (2.091)
- Comune di Løgstør (10.203)
- Comune di Løkken-Vrå (8.814)
- Comune di Nibe (8.368)
- Comune di Nørager (5.564)
- Comune di Pandrup (10.612)
- Comune di Sæby (17.945)
- Comune di Sejlflod (9.510)
- Comune di Sindal (9.430)
- Comune di Skagen (11.488)
- Comune di Skørping (9.799)
- Comune di Støvring (13.083)